# Tommy Franks
Tommy Franks, född 17 juni 1945 i Wynnewood i Oklahoma, är en pensionerad amerikansk armégeneral. 
Franks var militärbefälhavare för det amerikanska centralkommandot (US Central Command) mellan år 2000 och 2003. Han ledde invasionen av Afghanistan och Irak. Han är sedan 1969 gift med Cathryn Carley och har en dotter, Jacqy. 